# Verbond van wilgenbroekstruwelen
Het verbond van wilgenbroekstruwelen (Salicion cinereae) is een verbond uit de orde van wilgenbroekstruwelen (Salicetalia auritae). Het verbond omvat broekstruwelen die gedomineerd worden door breedbladige wilgen en sporkehout. Deze gemeenschappen komen voor op continu natte bodems.

## Naamgeving en codering
| Alno-Salicion cinereae Doing 1962                     |
| Salicion auritae Doing 1962                           |
| Comaro-Salicion cinereae H.Passarge & Hofmann 1968    |
| Eriophoro-Salicion cinereae H.Passarge & Hofmann 1968 |

- Frans: Bosquines pioneres
- Duits: Grauweidengebüsche
- Syntaxoncode voor Nederland (rVvN): r39Aa

De wetenschappelijke naam Salicion cinereae is afgeleid van de botanische naam van een kensoort van deze klasse, de grauwe wilg (Salix cinerea).

## Fysiognomie
Wilgenbroekstruwelen worden gekenmerkt door een dichte struiklaag, met drie vrijwel steeds voorkomende soorten: het naamgevende sporkehout, en de breedbladige wilgensoorten grauwe- en geoorde wilg. Zeldzamer is de hybride van deze beide, Salix ×multinervis.
De samenstelling van de ondergroei is afhankelijk van de trofiegraad van de bodem. Op arme bodems vinden we vooral planten uit het hoogveen, zoals gewone dophei en verschillende soorten veenmossen in de moslaag. Op voedselrijkere plaatsen zijn moerasplanten zoals riet en gele lis dominant in de kruidlaag en is de moslaag eerder beperkt.

## Ecologie

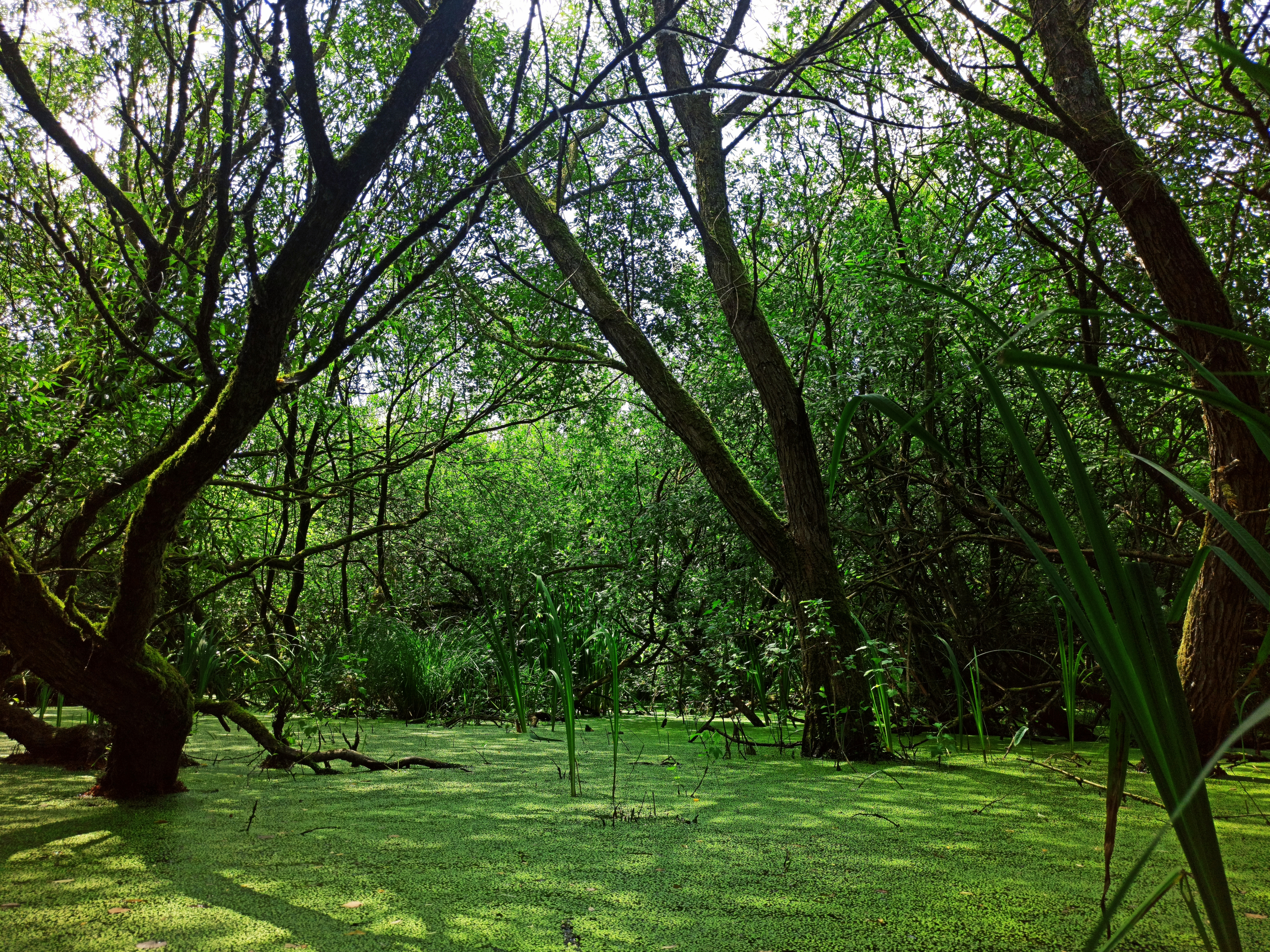
Een aspect van de binnenkant van de associatie van grauwe wilg.

Het verbond van wilgenbroekstruwelen omvat plantengemeenschappen van natte standplaatsen op venige, minerale bodems, gematigd voedselarm tot gematigd voedselrijk, de pH van neutraal tot zuur.
Wilgenbroekstruwelen worden vooral gevonden in duinvalleien, langs beekdalen, in laagveengebieden en aan de rand van hoogvenen.

## Associaties in Nederland en Vlaanderen
Het verbond van wilgenbroekstruwelen wordt in Nederland en Vlaanderen vertegenwoordigd door twee associaties.
- - associatie van geoorde wilg (Salicetum auritae)
  - associatie van grauwe wilg (Salicetum cinereae)

## Romp- en derivaatgemeenschappen
Het verbond telt één rompgemeenschap, een vegetatie die enkel kensoorten en differentiërende soorten bezit van een hoger syntaxonomisch niveau dan de associatie, samen met nog begeleidende soorten.

### Rompgemeenschap van wilde gagel en hennegras
De rompgemeenschap van wilde gagel (RG Myrica gale-[Salicion cinereae/Caricion nigrae]) vormt een dichte, laagblijvende begroeiing op matig voedselrijke, venige bodems.
De struiklaag wordt gedomineerd door wilde gagel (Myrica gale), vergezeld door grauwe wilg en sporkehout, wilde kamperfoelie en gewone braam. In de kruidlaag vinden we vooral riet, hennegras, smalle stekelvaren en pijpenstrootje. De moslaag bestaat vooral uit gewoon veenmos, moerasbuidelmos, gewoon peermos, gewoon haarmos en gewoon sterrenmos.
De syntaxoncode voor Nederland is r39RG01, BWK-karteringseenheden voor Vlaanderen is het gagelstruweel (sm).

## Diagnostische taxa voor Nederland en Vlaanderen

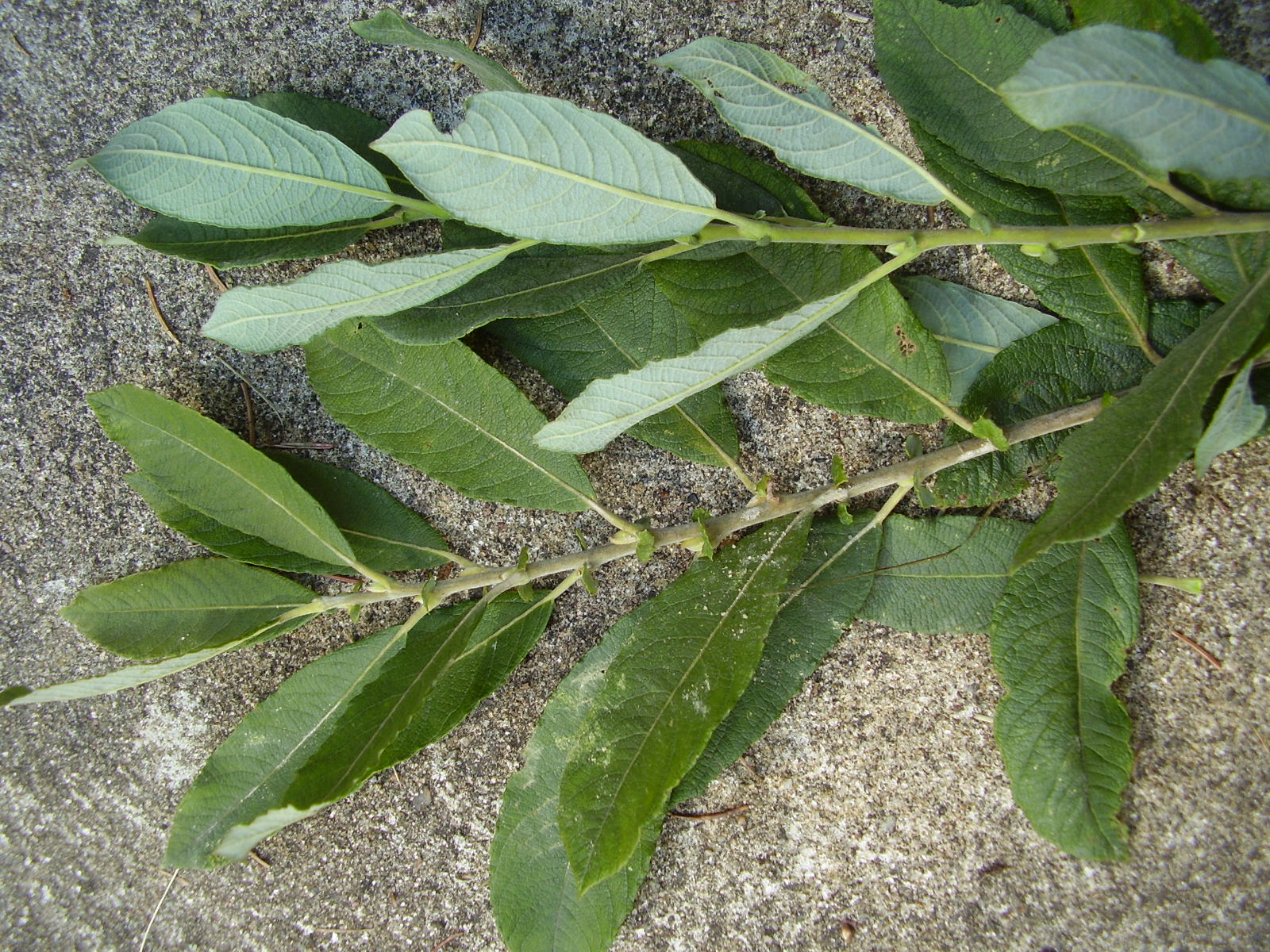
Grauwe wilg

Het verbond heeft voor Nederland en Vlaanderen slechts één specifieke kensoort: de grauwe wilg.
Struiklaag
| Kentaxon | Diff.soort | Abundantie | Triviale naam | Botanische naam | Opmerking |
| -------- | ---------- | ---------- | ------------- | --------------- | --------- |
| kV       |            | 40 > 90%   | grauwe wilg   | Salix cinerea   |           |

Kruidlaag
| Kentaxon | Diff.soort | Abundantie | Triviale naam | Botanische naam | Opmerking | Afbeelding |
| -------- | ---------- | ---------- | ------------- | --------------- | --------- | ---------- |
| bg       |            |            | grote wederik | Salix cinerea   |           |            |

Moslaag
| Kentaxon | Diff.soort | Abundantie | Triviale naam  | Botanische naam          | Opmerking | Afbeelding |
| -------- | ---------- | ---------- | -------------- | ------------------------ | --------- | ---------- |
| bg       |            | 22%        | gewoon puntmos | Calliergonella cuspidata |           |            |

## Fotogalerij

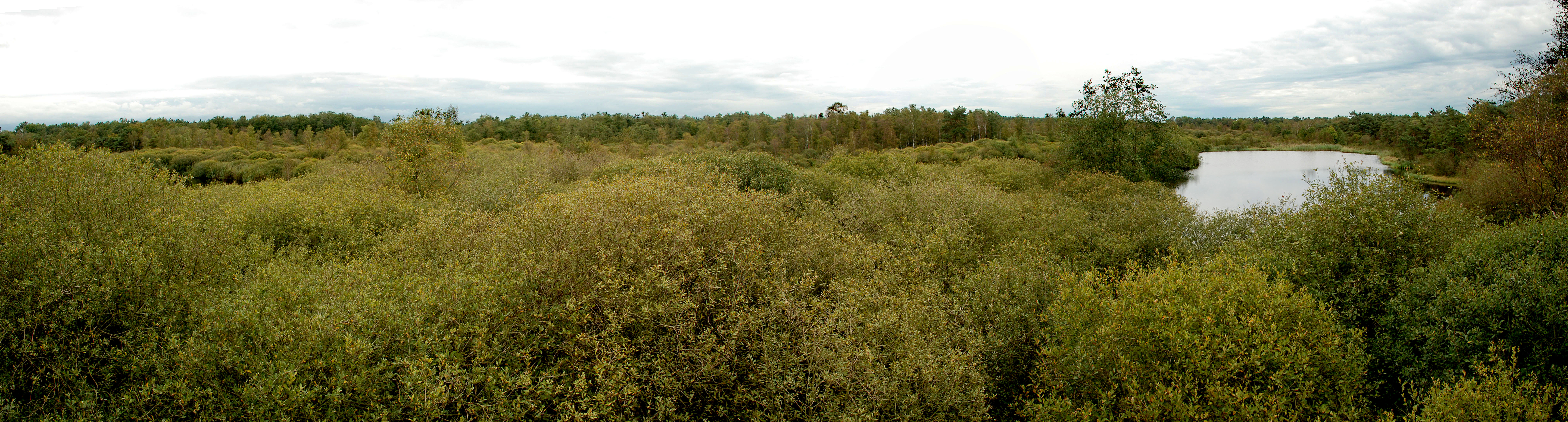
Vegetatieaspect van het verbond van wilgenbroekstruwelen in De Liereman.

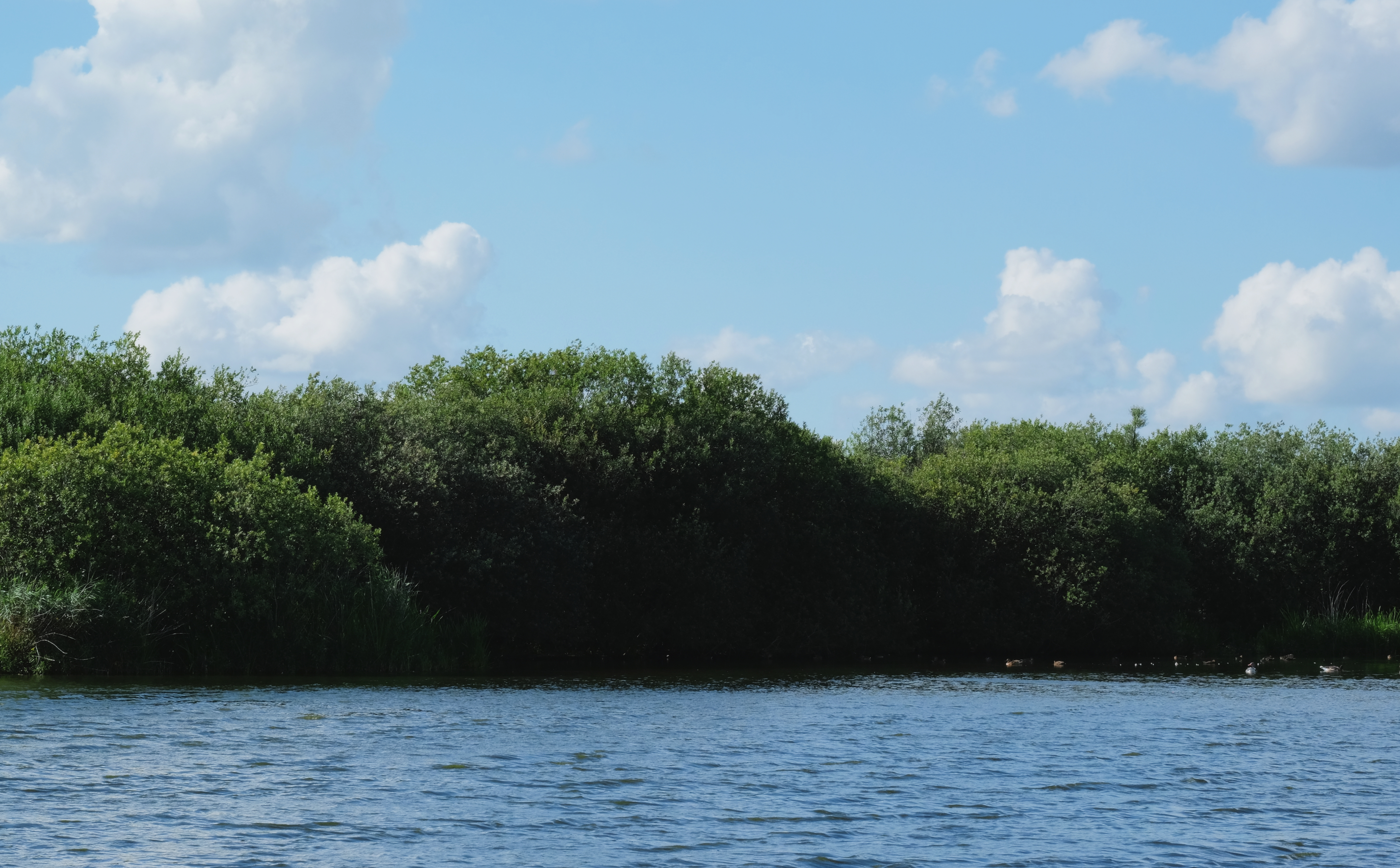
Vegetatie uit het verbond bij een petgat